# Ataque no Aeroporto Internacional de Bagdá em 2020
Em 3 de janeiro de 2020, as forças dos Estados Unidos lançaram um ataque aéreo contra um comboio que viajava perto do Aeroporto Internacional de Bagdá que transportava vários passageiros, incluindo o general iraniano Qasem Soleimani e o comandante iraquiano Abu Mahdi al-Muhandis.

## Prelúdio
No início de outubro de 2019, de acordo com dois comandantes da milícia iraquiana e duas fontes de segurança que conversaram com a equipe do Reuters, o major-general iraniano Qasem Soleimani fez uma reunião em Bagdá para discutir uma mudança de estratégia com aliados das milícias xiitas iraquianas. O novo foco da estratégia era aumentar os ataques de foguetes direcionados às forças dos EUA no Iraque, com o efeito pretendido de provocar uma resposta militar antagônica dos EUA que desviaria a pressão política contra o Irã. Antes da reunião, havia um crescente sentimento anti-Irã entre a população iraquiana local, culminando em prolongados e ruidosos protestos anti-Irã, incluindo demonstrações específicas de sentimento anti-Irã como manifestantes batendo seus sapatos em retratos elevados do aiatolá Ali Khamenei. Pelo menos 400 manifestantes foram mortos e cerca de 20 000 ficaram feridos. Soleimani decidiu intensificar os ataques às forças dos EUA. Ele escolheu a organização terrorista Kata'ib Hezbollah porque o grupo "seria difícil de detectar pelos americanos" e poderia usar drones de reconhecimento fornecidos pelo Irã para obter mais precisão na seleção de alvos para os ataques com foguetes. Os EUA estavam ficando cada vez mais preocupados com a influência do Irã dentro do governo do Iraque.
Em 27 de dezembro de 2019, a Base Aérea K-1 na província de Kirkuk, no Iraque (uma das muitas bases militares iraquianas que hospedam o pessoal da coalizão da Operação Inherent Resolve) foi atacada por mais de trinta foguetes, matando um empreiteiro de defesa iraquiano-americano dos Estados Unidos e feriu vários militares americanos e iraquianos. Os Estados Unidos culparam a milícia Kata'ib Hezbollah, apoiada pelo Irã, pelo ataque.
Em 31 de dezembro de 2019, depois que um funeral foi realizado para os milicianos Kata'ib Hezbollah, dezenas de guerrilheiros xiitas iraquianos e seus apoiadores marcharam para a Zona Verde e cercaram o complexo da embaixada dos EUA. Dezenas de manifestantes então arrombaram a porta principal do posto de controle, atearam fogo na área de recepção, ergueram bandeiras das milícias das Forças de Mobilização Popular, deixaram cartazes antiamericanos e espalharam pichações antiamericanas. O presidente dos Estados Unidos, Donald Trump, acusou o Irã de orquestrar o ataque à embaixada e acrescentou que eles seriam considerados "totalmente responsáveis". O Ministério das Relações Exteriores do Irã negou estar por trás dos protestos.

### Avaliação do Pentágono

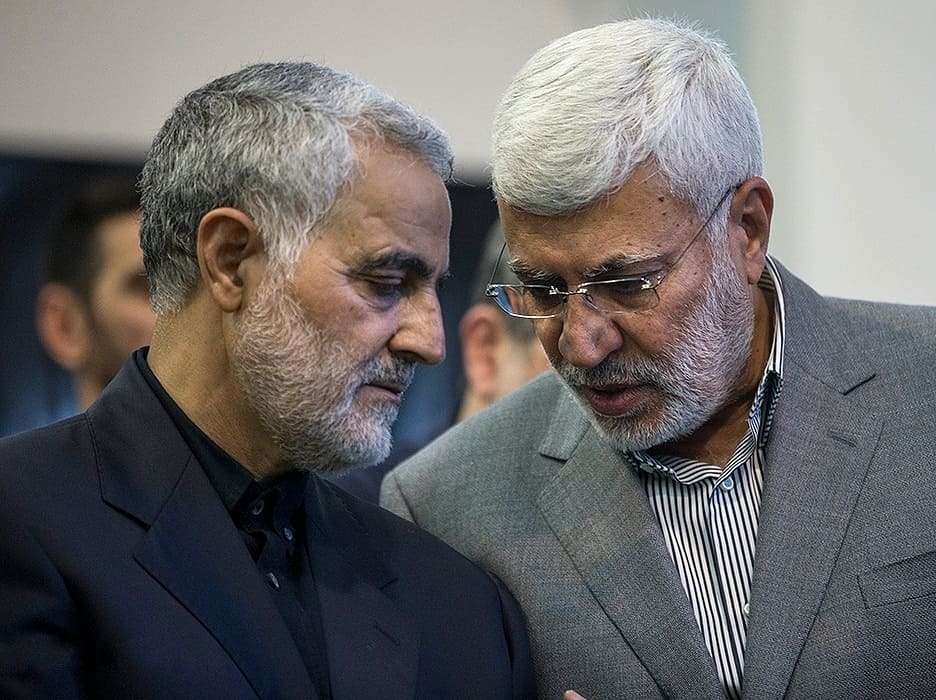
Qasem Soleimani e Abu Mahdi al-Muhandis foram listados entre os mortos neste ataque.

O Pentágono avaliou que Soleimani orquestrou os ataques, com a benção do governo iraniano em Teerã, contra às bases dos Estados Unidos no Iraque, incluindo o ataque à Base Aérea K-1 em 2019 e a morte de um civil americano e o abate de um veículo aéreo não tripulado dos Estados Unidos. Com relação à decisão de matar Soleimani, os Estados Unidos se concentraram em suas ações passadas e em um impedimento para sua ação futura, pois o Pentágono anunciou que "ele estava desenvolvendo ativamente planos para atacar diplomatas e militares americanos no Iraque e em toda a região".

### Trump decide o ataque
De acordo com um alto funcionário não identificado dos EUA, algum tempo após o bombardeio do Kata'ib Hezbollah no final de dezembro de 2019, um briefing de segurança foi convocado na propriedade do presidente Trump em Mar-a-Lago, onde ele e seus assessores, incluindo o Secretário de Estado Mike Pompeo, o Secretário de Defesa Mark Esper e o Chefe do Estado-Maior Conjunto Mark Milley discutiram como responder ao suposto papel do Irã em patrocinar ataques anti-Estados Unidos no Iraque. O assassinato seletivo do general iraniano Qasem Soleimani, a quem as autoridades dos Estados Unidos consideravam um facilitador de ataques contra o pessoal americano no Iraque, foi listado como uma "opção mais extrema" de muitas opções em um slide de briefing, refletindo uma suposta prática entre os funcionários do Pentágono em que uma opção muito extrema é apresentada aos presidentes para fazer outras opções parecerem mais palatáveis. Trump, contudo, escolheu a opção de matar Soleimani, levando a CIA e outras agências de inteligência dos Estados Unidos que rastrearam o paradeiro de Soleimani por anos a localizá-lo em um voo de Damasco para Bagdá, supostamente para realizar reuniões com milicianos iraquianos. O ataque aéreo teria sido cancelado se Soleimani estivesse a caminho para se encontrar com funcionários do governo iraquiano alinhados com os Estados Unidos.

### A viagem de Soleimani ao Iraque
Adil Abdul-Mahdi, o primeiro-ministro do Iraque, disse que estava programado para se encontrar com Soleimani no dia em que o ataque aconteceu, com o objetivo da viagem de Soleimani sendo que este estava entregando a resposta do Irã a uma mensagem anterior da Arábia Saudita que o Iraque havia retransmitido. De acordo com Abdul-Mahdi, Trump ligou para ele para solicitar que Abdul-Mahdi mediasse o conflito entre os Estados Unidos e o Irã antes do ataque com drone.

## O ataque

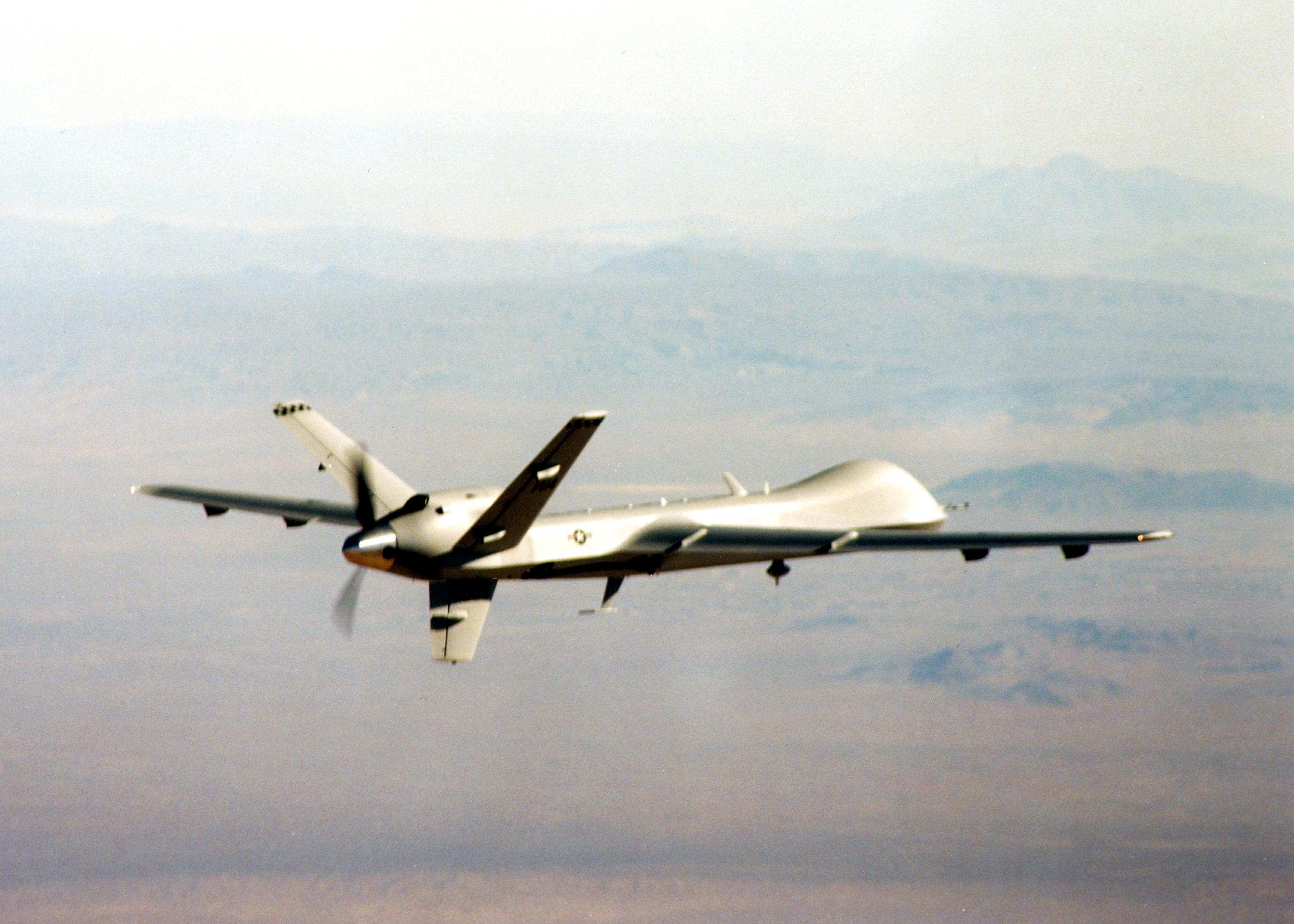
Um drone MQ-9 Reaper, modelo utilizado pelos Estados Unidos no ataque.

Por volta das 12:32 da madrugada, o avião que trazia Qasem Soleimani chegou em Bagdá. O general e seus acompanhantes entraram nos seus carros, majoritariamente veículos Toyota Avalon e Hyundai Starex, enquanto aeronaves americanas sobrevoavam a região, rastreando o comboio. Soleimani foi morto em um ataque aéreo dos EUA em 3 de janeiro de 2020 enquanto viajava em um comboio perto do Aeroporto Internacional de Bagdá, junto com Abu Mahdi al-Muhandis. Vários mísseis teriam atingido o comboio, e pelo menos oito pessoas foram mortas. O Departamento de Defesa dos Estados Unidos emitiu uma declaração dizendo que o ataque dos EUA foi realizado "sob a direção do presidente".
O corpo de Soleimani foi identificado através de um anel que ele usava, com uma confirmação via DNA vindo depois.

## Impacto
A morte de Soleimani tem o potencial de aumentar as tensões entre EUA e Irã. Um porta-voz do governo iraniano disse que o principal órgão de segurança do país realizaria uma reunião extraordinária em breve para discutir o "ato criminoso de ataque".
Na sequência do ataque, "Terceira Guerra Mundial" tornou-se um dos assuntos do momento no Twitter.

## Reações

### Irã
O líder supremo do Irã, Ali Khamenei, declarou três dias de luto nacional, e prometeu "vingança dura". O presidente Hassan Rohani também declarou que o Irã "irá se vingar." O ex-comandante do Exército dos Guardiães da Revolução Islâmica Mohsen Rezaee declarou que "[Soleimani] se juntou aos seus irmãos mártires, mas que nos vingaremos vigorosamente da América".
O Ministro das Relações Exteriores Mohammad Javad Zarif postou no Twitter que o ataque foi "uma escalada extremamente perigosa e tola" e divulgou uma declaração dizendo que "a brutalidade e estupidez das forças terroristas americanas no assassinato do Comandante Soleimani... sem dúvida tornará a árvore da resistência na região e no mundo mais próspera".
Em 8 de janeiro, cinco dias após o ataque americano, o Exército dos Guardiães da Revolução Islâmica lançou dúzias de mísseis contra a Base aérea de Al Asad, uma das principais instalações militares americanas no Iraque. Este ataque teria sido uma retaliação pela morte do general Soleimani.

### Estados Unidos
O presidente dos Estados Unidos, Donald Trump, tuitou uma imagem da bandeira dos Estados Unidos depois que a notícia foi divulgada com os preços globais do petróleo subindo mais de 4% após a greve. A embaixada americana em Bagdá, imediatamente após o ataque, alertou seus cidadãos a abandonar o Iraque. No dia seguinte ao ataque, também foi reportado maciças movimentações nas bases militares americanas pelo Oriente Médio.
A reação política nos Estados Unidos caiu em linhas partidárias, com os Republicanos apoiando o presidente e os Democratas se opondo à ação americana em Bagdá. O senador Rand Paul (R-Ky.) foi uma das poucas vozes conservadoras nos Estados Unidos a condenar o ataque, afirmando que isso aumentaria as tensões entre os dois países.

### Iraque

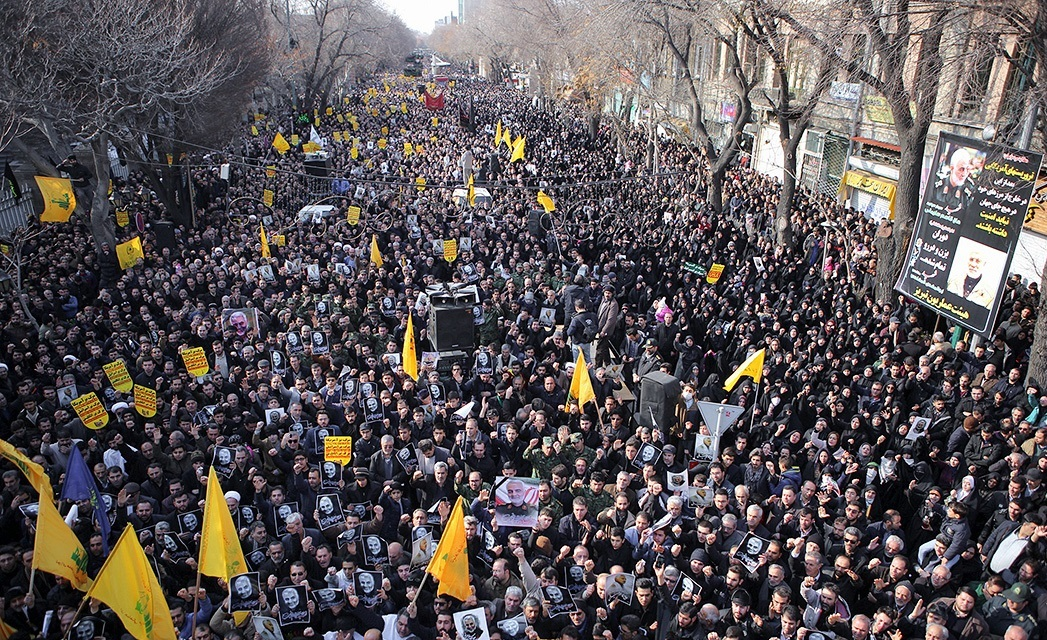
Manifestações no Irã pela morte de Qasem Soleimani durante o ataque dos EUA ao aeroporto de Bagdá no Iraque

O primeiro-ministro cessante Adil Abdul-Mahdi condenou o ataque, chamando-o de assassinato e afirmando que o ataque foi um ato de agressão e uma violação da soberania iraquiana que levaria a uma guerra no Iraque. Ele disse que o ataque violou o acordo sobre a presença de forças dos EUA no Iraque e que as salvaguardas para a segurança e soberania do Iraque deveriam ser cumpridas com a legislação.
Moqtada al-Sadr, líder do movimento sadrista e da milícia Brigadas da Paz, ordenou aos seus seguidores que "se preparem para defender o Iraque".

### Brasil
O presidente Jair Bolsonaro falou sobre a posição do governo: "Eu não tenho o poderio bélico que o americano tem para opinar neste momento. Se tivesse, eu opinaria", mas numa entrevista no "Brasil Urgente" com o jornalista José Luiz Datena, ele disse que uma guerra entre os dois países seria "o fim da humanidade" e assumiu uma posição de distanciamento do Presidente dos EUA. Posteriormente o Itamaraty, através de comunicado, assumiu apoio "à luta contra o flagelo do terrorismo". Suas falas levaram a um pedido de impeachment do procurador aposentado Felipe dos Santos Fontes.